# Räckhals
Räckhals (finska: Rekola) är en stadsdel med järnvägsstation i Vanda stad i landskapet Nyland. 
Räckhals, med en järnvägsstation med samma namn, ligger vid Stambanan och stationen trafikeras av pendeltåg. Räckhals bebyggelse domineras av småhus. 

## Historia
Enligt sägnen fick Räckhals sitt namn då tre bönder från trakten donerade mark åt Helsinge kyrka år 1401. En av bönderna hette Andreas Rächals, döpt efter Sankt Andreas. År 1988 invigdes den i rödtegel byggda Sankt Andreas kyrka i Räckhals.